# Tamara Wernli
Tamara Wernli (* 18. November 1972 in Basel) ist eine Schweizer Moderatorin, Kolumnistin, Autorin und Webvideoproduzentin.

## Leben
Wernli wuchs in Basel auf, besuchte das Gymnasium und erwarb das eidgenössische Handelsdiplom. Sie lebte fünf Jahre in den USA, absolvierte eine Schauspiel-Ausbildung in Los Angeles und die Ausbildung „Professional Designation in Marketing“ (Marketingplaner) an der University of California (UCLA) in Los Angeles. Später bildete sie sich am Schweizerischen Public-Relations-Institut SPRI zur PR-Fachfrau weiter und schloss ihr Universitätsstudium mit dem Bachelor der Geschichte, „BA (Hons) History“, an der Open University, Milton Keynes (UK), ab. Sie schreibt und spricht fliessend Englisch, Französisch, Deutsch und Schweizerdeutsch.
Inzwischen arbeitet sie in Basel als selbständige Moderatorin, Kolumnistin, Autorin und Webvideoproduzentin. Bei der Basler Zeitung schrieb sie in ihrer Rubrik „Tamaras Welt“ wöchentlich über Gesellschaftsthemen. Beim TV-Sender Telebasel war sie ab 1999 fast 20 Jahre als Nachrichten-Moderatorin tätig und wirkte dort auch als langjährige Gastgeberin, Produzentin und Redaktorin ihrer eigenen Talkshows mit („CinéBâle“, „Tamara uff Bsuech“, „Kochen im Schloss“). Daneben verfasst sie für Unternehmen Porträts, Interviews, Kolumnen und Reportagen. Ende 2018 wechselte sie als Kolumnistin zur Weltwoche.
Wernli schrieb mehrere Bücher und veröffentlichte gelegentlich Texte bei der Huffington Post Deutschland, bis 2017 bei der Achse des Guten und bis Mitte 2019 im Magazin Tichys Einblick. Sie unterhält ausserdem einen Kanal auf YouTube mit Kommentaren zu Gesellschaftsthemen.
Für ihre Arbeit als Kolumnistin und Videobloggerin wurde Wernli 2019 mit dem „Liberal Award“ der Jungfreisinnigen Kanton Zürich (JFZH) ausgezeichnet. Im Sommer 2021 führte das Top Magazin Wernli in der Top-70-Liste der einflussreichsten deutschsprachigen Youtuber.
Wernli ist verheiratet und hat keine Kinder.

## Positionen
Wernli wird bisweilen dem Antifeminismus zugerechnet. Sie selbst distanziert sich von diesem Begriff. Ihre Kritik am modernen Feminismus sei nicht «anti-feministisch», so Wernli in ihrem Videoblog, sie habe einfach eine andere Auffassung von Emanzipation. Sie vertritt den Standpunkt, dass Forderungen wie die Frauen-Quote oder die Stigmatisierung des „weißen alten Mannes“ nicht zielführend seien. Christina Neuhaus schrieb in der Neuen Zürcher Zeitung, Journalisten hätten nach Anläufen, sie als „Poster-Girl der neuen Rechten“ oder „antifeministisches It-Girl“ darzustellen, ihre Ansicht meist nach dem ersten Treffen geändert: Sie sei „emanzipiert, geschäftstüchtig und gesellschaftspolitisch ziemlich liberal.“ In einer Weltwoche-Kolumne hat sich Wernli gegen ein gesamtschweizerisches Burkaverbot ausgesprochen. Eine Kleidervorschrift sei nicht liberal und würde „stark in das Leben und die Freiheit dieser 100 Frauen eingreifen“, argumentiert sie.

## Bücher
- „...Sexualität ist wie Essen und Trinken, das tut man auch jeden Tag …“: ein Blick hinter die Kulissen der Sendung CinéBâle: mit Christian Gross, Sir Peter Ustinov, Anita Fetz, Viktor Giacobbo und vielen mehr... Spalentor-Verlag, Basel 2005, ISBN 978-3-908142-16-4.
- Blind Date mit Folgen, Gmeiner-Verlag, Messkirch 2011, ISBN 978-3-8392-1203-5.
- Happy Valentine! (mit Julia K. Stein und Elke Mascha Blankenburg), Gmeiner-Verlag, Messkirch 2016, ISBN 978-3-7349-9201-8.